# De marathonmuzikant
De marathonmuzikant is een hoorspel van Alan Sharp. Der Rekordspieler werd op 15 mei 1963 door de Süddeutscher Rundfunk uitgezonden. Anton Quintana vertaalde het en de NCRV zond het uit op vrijdag 20 februari 1970. De pianist en marathonmuzikant was Peter Kellenbach, de regisseur Johan Wolder. Het hoorspel duurde 36 minuten.

## Rolbezetting
- Hans Veerman (verteller)
- Wiebe van der Velde (George)
- Huib Orizand (de manager)
- Corry van der Linden & Tine Medema (twee vrouwen)
- Lex Schoorel & Martin Simonis (twee jonge mannen)
- Kommer Kleijn & Tonny Foletta (twee oude mannetjes)
- Paul van der Lek & Harry Bronk (twee dronken mannen)
- Gerrie Mantel (een kind)
- Hans Karsenbarg (een journalist)
- Frans Vasen (een kapper)

## Inhoud
Een eenzame jongeman maakt zich op een dag klaar om het 160 uren tellende wereldrecord van een Duitse marathonpianist in het openbaar te overtreffen. Alhoewel hij nooit zonder gezelschap is, ook al zijn het de ‘s nachts rondzwervende katten of dronkaards, is hij eenzaam in zijn strijd tegen vermoeidheid en uitputting, een eenzame aandrijver van zijn handen, die bijna losgemaakt van hem op de toetsen een dissonante monoloog der zinloosheid improviseren. Onaangeroerd door de reclame van de manager, de verzorging van de assistant of de commentaren van de bezoekers speelt de man dag en nacht...